# Ольгерд

Монета Ольгерда. До 1377 року

Ольге́рд Гедимінович (бл. 1296 — 24 травня 1377) — великий князь литовський і руський (1345—1377). Представник литовської династії Гедиміновичів. Син великого литовського князя Гедиміна. Один із головних будівничих Великого князівства Литовського. Батько литовського князя і польського короля Ягайла. Князь вітебський (з 1320) і кревський (з 1338). Після смерті Гедиміна (1341) відсторонив від правління Литвою свого брата Явнута (1345), став великим князем литовським. Державними справами займався спільно з братом Кейстутом. Приєднав до Литви більшу частину земель Русі: частину Смоленщини (1350-ті), Київщину, землі Чернігово-Сіверщини й Поділля (1362). Здійснив успішний похід проти ординців у Південній Україні, розбив татарське військо на Синіх Водах (1362). У союзі з Тверським князівством воював із Московією (1368—1372). У писемних джерелах постає як мудрий правитель і успішний полководець. Знав декілька мов. Не вживав алкогольних напоїв. Відомості про віросповідання Ольгерда суперечливі: деякі джерела (зокрема пом'яник Києво-Печерської лаври) дають підстави вважати, що він прийняв християнство, інші — що до смерті залишався язичником..

## Імена
- Альгірдас (лит. Algirdas) — литовське язичницьке ім'я.
- Альгерд — білоруський варіант імені.
- Ольгерд або Ольґерд (ст.-укр. Олкгердъ, пол. Olgierd) — староукраїнський й польський варіант імені; використовувався у офіційній діловій документації.
- Дмитрій — хрещене ім'я (за даними пом'яника Києво-Печерської лаври).

## Біографія

### Молоді роки
Ольгерд народився близько 1296 року в родині литовського князя Гедиміна. Його старшими братами були Монвид і Наримунт; молодшими — Коріят, Любарт, Кейстут і Явнут.
1318 року Ольгерд одружився із руською князівною Марією, дочкою вітебського князя Ярослава Васильовича із дому Ізяславичів Полоцьких. 1320 року, після смерті тестя, він успадкував Вітебське князівство.
1327 року Ольгерд очолював литовське військо у спільному з поляками поході проти Бранденбургу.
1338 року Ольгерд отримав від батька Гедиміна князівство із центром у замку Крево.
1341 року після смерті Гедиміна (1341), який розділив Велике князівство Литовське між синами, Ольгерд залишився на Кревському столі, в той час як столичне місто Вільно дісталося його наймолодшому братові Явнуту. Формально великим князем вважався Явнут, але брати не визнавали його своїм сюзереном.

### Великий князь
1345 року Ольгерд, спільно із братом Кейстутом організували державний переворот й усунули Явнута від влади. Великим князем литовським став Ольгерд, а Кейстут — князем тракайським, гродненським і берестейським. Обидва брати керували державними справами спільно: Кейстут відповідав за західні рубежі, зокрема боротьбу з Тевтонським орденом; Ольгерд займався східним і південним напрямком — боротьбою з руськими князівствами та Золотою Ордою.
Протягом правління Ольгерда Велике князівство Литовське воювало із Тевтонським орденом. Провідну роль у ній грав Кейстут, проте сам Ольгерд брав участь у деяких боях проти хрестоносців, зокрема на річці Страва (1348) та біля замку Рудау (1370).

#### Боротьба за руські землі
Ольгерд провадив політику розширення Литви на схід і південь, об'єднуючи землі колишньої Київської Русі. У 1350-х роках він завоював частину володінь смоленських князів: Брянськ, Мстиславль, Білий. У 1349–1351 і 1366 роках він успішно воював із польським королем Казимиром III за Галицько-Волинську спадщину, виборовши Волинь за винятком Белзу і Холму. 1377 року було приєднано Берестейський, Володимирський і Луцький уділи Волині. Завдяки Ольгерду у сфері впливу Литви періодично перебували Смоленськ, Псков і Новгород. 1349 Ольгерд безуспішно намагався встановити політичний контакт із золотоординським ханом Джанібеком.
За гіпотезою Фелікса Шабульда, 1359 року Ольгерд скористався анархією в Золотій Орді й уклав союз із темником Мамаєм. Спільно із ним Литва розпочала війну із джучидським «Волзьким царством», яке опанували царевичі-джучиди зі східного крила Улусу Джучі. Влітку 1362 Ольгерд здійснив похід у Південно-Східну Україну між Дніпром і Доном, а восени — напав на ординське Поділля. Його військо досягло Чорного моря біля гирл Дніпра й Південного Бугу. У цьому поході литовсько-руські сили розбили трьох татарських князів у битві на Синіх Водах, про що згадують пізніші джерела. Внаслідок успішних військово-політичних дій Ольгерда землі колишньої Київської Русі позбулися політичної залежності від Золотої Орди й були приєднані до Великого князівства Литовського. Зокрема, частиною Литовської держави стали Волинь, Київщина, Сіверщина та Поділля, де постали удільні князівства, очолювані Гедиміновичами — Київське, Сіверське, Подільське та інші. Мамай також видав ярлик Ольгерду на володіння Південною Україною — землі від Дністра до верхів'я Дону й Оки.
Ведучи боротьбу за об'єднання руських князівств, 1351 року Ольгерд уклав союз із Великим князівством Тверським проти ординської Московії, який закріпив одружившись із Уляною, сестрою великого князя тверського Михайла Олександровича. У 1368—1372 роках Ольгерд вів війну із московським князем Дмитром Донським, яка після успіхів литовсько-руського війська над московитами, закінчилася підписанням Любуцького миру.
Ольгерд зумів об'єднати всі білоруські і більшість українських земель. Добрим ставленням до української культури і церкви прихилив до себе населення України-Русі та українських князів і магнатів, які брали участь у державній адміністрації Великого князівства Литовського. На зайнятих руських (українських) землях Ольгерд посадив своїх родичів, а в деяких місцях залишив руських князів із династії Рюриковичів. За його правління руська мова стала офіційною мовою Великого князівства Литовського.

#### Релігійна політика
На відміну від Гедиміна, який намагався утворити окрему Литовську православну митрополію, Ольгерд пробував поставити на чолі Київської митрополії та всієї Русі свого кандидата, домагався від Константинополя повернення Києву в такий спосіб реального значення церковної столиці Русі. 1353 року литовським кандидатом на Київського митрополита і всієї Русі був Теодорит, 1355 року — Роман, пізніше — Кипріян.
Відомості про вірування самого Ольгерда суперечливі: одні джерела, зокрема Києво-Печерський пом'яник вказує, що він прийняв християнство й охрестився під іменем Дмитра; інші — що до смерті залишався язичником.

## Титул
- 1342: ст.-укр. Олкгердъ Божїю милостью великий князь Литовскїй, Рускїй Жомоитскїй и иныхъ[26]

## Родина

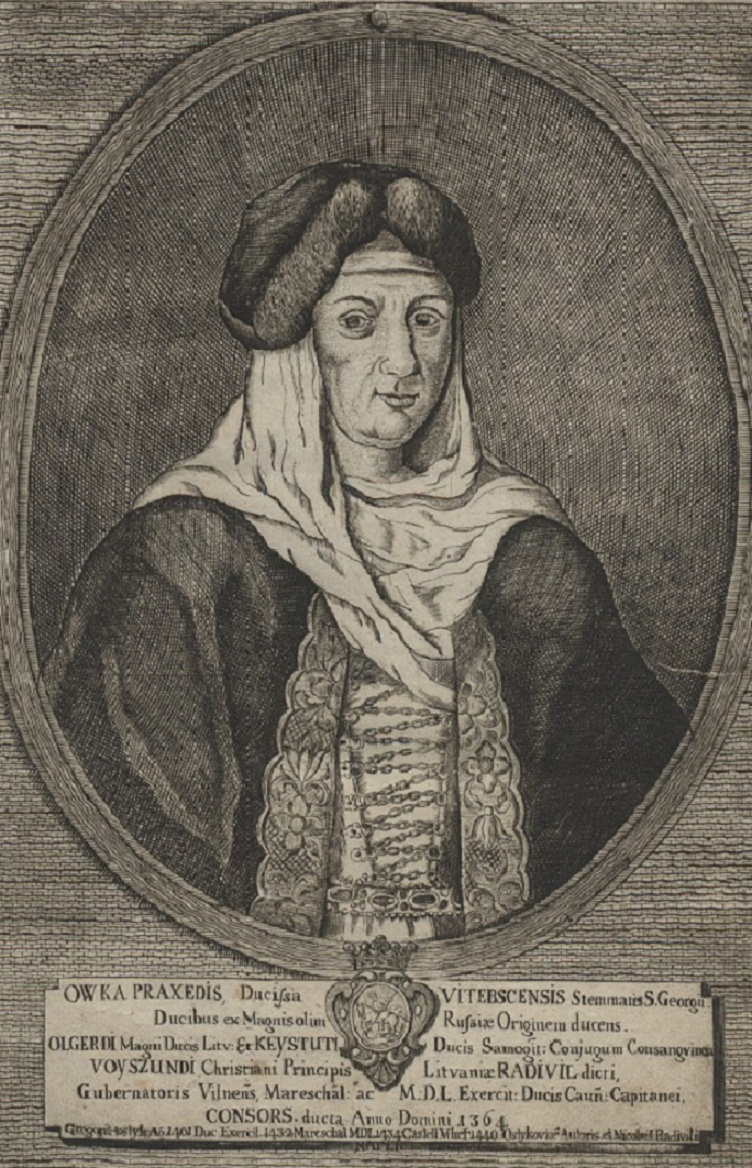
Марія (Євпраксія) Вітебська, дружина Ольгерда. Уявний портрет XVIII ст.

1 Дружина —  Марія Ярославна (?—1349), донька вітебського князя Ярослава Васильовича.
Діти:
- Андрій (1328—1399) — князь Полоцький та Псковський
- Дмитро (1329—1399) — князь Брянський
- Володимир (1331—після 1398) — князь Київський, Слуцький і Копильський
- Костянтин (1330—після 1386) — князь Чорторийський
- Федір (бл. 1333—бл. 1392) — князь Ратненський (Волинський)
- Федора (? — ?) ∞ Карачевський князь Святослав
- Агрипина (? — ?) ∞ Суздальський князь Борис

2 Дружина  — Уляна Олександрівна (?—1391), донька тверського князя Олександра Михайловича.
Діти:
- Ягайло (Владислав) (1354—1434) — король Польщі
- Скиргайло (Іван) (1356—1396) — Великий князь Литовський, Князь Київський
- Корибут-Дмитро (бл. 1356—бл. 1405) — князь Новгород-Сіверський, князь Чернігівський
- Коригайло (Казимир) (1361/62—1390) — князь Мстиславський
- Лугвеній (Симон) (бл. 1360—після 1430) — князь Новгород-Литовський
- Вігунт (Олександр) (бл. 1372—1392) — князь Керновський
- Свидригайло (Болеслав) (1365/66—1452) — Великий князь Литовський, Великий князь Руський
- Олена (1355—1438) ∞ московський князь Володимир Андрійович.
- Марія (бл. 1359—після 1382) ∞ городецький князь Давид Дмитрович.
- Олександра (1368/70—1434) ∞ белзький князь Земовит IV.

## Вшанування пам'яті
- Вулиця Князя Ольгерда у місті Черкаси
- У місті Первомайськ вулицю Патріса Лумумби перейменували на вулицю Князя Ольгерда.[27]

### Монографії
- Войтович Л.  Князівські династії Східної Європи (кінець IX — початок XVI ст.). Львів: Інститут українознавства, 2000.
- Войтович Л. Княжа доба: портрети еліти. — Біла Церква : Видавець Олександр Пшонківський, 2006. — С. 613, 630. — ISBN 966-8545-52-4.

### Довідники
- Гайдай Л. Історія України в особах, термінах, назвах і поняттях. — Луцьк : Вежа, 2000.
- Головченко В. Ольгерд // Українська дипломатична енциклопедія: У 2-х т./Редкол.:Л. В. Губерський (голова) та ін. — К.: Знання України, 2004 — Т. 2. — 812 с. — ISBN 966-316-045-4.
- Довідник з історії України. За ред. І. Підкови та Р.Шуста. — К. : Генеза, 1993.
- Шабульдо Ф. М. Ольгерд // Малий словник історії України / відпов. ред. В. А. Смолій. — К. : Либідь, 1997. — 464 с. — ISBN 5-325-00781-5.
- Шабульдо Ф. М., Вортман Д. Я. Ольгерд // Енциклопедія історії України : у 10 т. / редкол.: В. А. Смолій (голова) та ін. ; Інститут історії України НАН України. — К. : Наукова думка, 2010. — Т. 7 : Мл — О. — С. 590. — ISBN 978-966-00-1061-1.
- Ольгерд // Юридична енциклопедія : [у 6 т.] / ред. кол.: Ю. С. Шемшученко (відп. ред.) [та ін.]. — К. : Українська енциклопедія ім. М. П. Бажана, 2002. — Т. 4 : Н — П. — 720 с. — ISBN 966-7492-04-4.
- Ольґерд // Українська мала енциклопедія : 16 кн. : у 8 т. / проф. Є. Онацький. — Буенос-Айрес, 1962. — Т. 5, кн. X : Літери Ол — Пер. — С. 1212. — 1000 екз.